# مرا د ابره
مرا د ابره (به اسپانیایی: Móra d'Ebre) یک شهرستان در اسپانیا است که در استان تاراگونا واقع شده‌است.

## خصوصیات
مرا د ابره ۴۴٫۶۵ کیلومترمربع مساحت و ۵٬۷۹۵ نفر جمعیت دارد و ۱۴۲ متر بالاتر از سطح دریا واقع شده‌است.